# Mastigobryum
Mastigobryum là một chi rêu trong họ Lepidoziaceae.